# Miquel Comalada
Miquel Comalada (siglo XV- siglo XVI) fue un escritor y religioso español. Fue monje en el monasterio de Sant Jeroni de Barcelona. 
Se le considera autor de la obra Espill de la vida religiosa, originalmente escrito en catalán y publicado en 1515. En la traducción al español de esta obra, editada en Lisboa en 1541, aparece como autor un tal Miquel Comalada lo que parece confirmar su autoría.
Esta obra, escrita en un tono simbólico, es una muestra importante del movimiento conocido como Devotio moderna y que a partir del siglo XVI se desarrolló de un modo considerable. Se substituyó la meditación basada en la contemplación de los pasajes del Evangelio por la oración metódica y los recursos psicológicos. El libro tiene una estructura antigua, influenciada por la obra de Ramon Llull, y en ella se encuentran los indicios de una nueva espiritualidad. 
Está compuesta por dos partes que se complementan entre sí. En la primera parte se desarrolla el tema de la doctrina y las condiciones que tiene la contemplación mística. La segunda parte está formada por un compendio sobre la oración contemplativa. El lenguaje utilizado es sencillo y se utiliza el recurso del diálogo para conseguir mantener el interés por parte de los lectores. Fue editada en doce ocasiones en español. En los siglos XVI y XVII se realizaron traducciones a diversos idiomas como el alemán, italiano o el latín. 